# Fosforilação ao nível do substrato
Fosforilação ao nível do substrato é uma reacção química que pode ser definida como a produção de ATP (ou GTP) a partir de ADP (ou GDP) combinada com uma transformação enzimática de um substrato no qual a fosforilação oxidativa ou a ATP sintase não está envolvida. O que acontece geralmente é que um substrato alta energia que é fosfatado Cede o seu fosfato ao ADP.
Na fosforilação oxidativa a energia necessária para a fosforilação do ADP provém do transporte de electrões através da cadeia de transporte de electrões e do gradiente de protões que se forma. Pelo contrário, na fosforilação ao nível do substrato, a energia necessária para a fosforilação provém da própria reacção enzimática pela qual o substrato orgânico passa. A fosforilação ao nível do substrato é a forma como as fermentações produzem ATP.
Um exemplo de fosforilação ao nível do substrato é a conversão de fosfoenolpiruvato em piruvato na última reação da glicólise, com produção de ATP. A enzima que catalisa a reação é a piruvato quinase. O fosfato que estava no fosfoenolpiruvato acaba por se juntar ao ADP, formando ATP, enquanto o fosfoenolpiruvato é inicialmente convertido em enolpiruvato, mas este no pH celular dá quase de imediato origem ao cetopiruvato (ou simplesmente piruvato, como é frequentemente designado). Esta transformação da forma enol na forma cetónica é altamente exergónica, o que leva toda a reação para a direita.
Outro exemplo de uma reacção em que ocorre fosforilação ao nível do substrato é a formação de succinil-CoA a partir de succinato no ciclo de Krebs, com formação simultânea de GTP. A enzima envolvida é a succinil-CoA sintetase. Neste caso, o substrato envolvido, o succinil-CoA, é uma molécula que possui uma ligação tioéster muito energética entre a CoA e o grupo succinil. A hidrólise do tioéster é uma reação altamente exergónica, que serve para impulsionar a reação. Primeiro, um fosfato inorgânico é transferido para succinil, depois para um resíduo de histidina da enzima e, finalmente, para GDP, formando GTP. De seguida, o GTP, noutra reação subsequente, pode gerar enzimaticamente ATP, doando um fosfato ao ADP.
Este é o único ATP que é formado diretamente no ciclo de Krebs, uma vez que o restante ATP gerado na respiração celular ocorre em duas fosforilações ao nível do substrato da glicólise citosólica e, sobretudo, na fosforilação oxidativa da membrana interna mitocondrial, que é um processo completamente diferente.

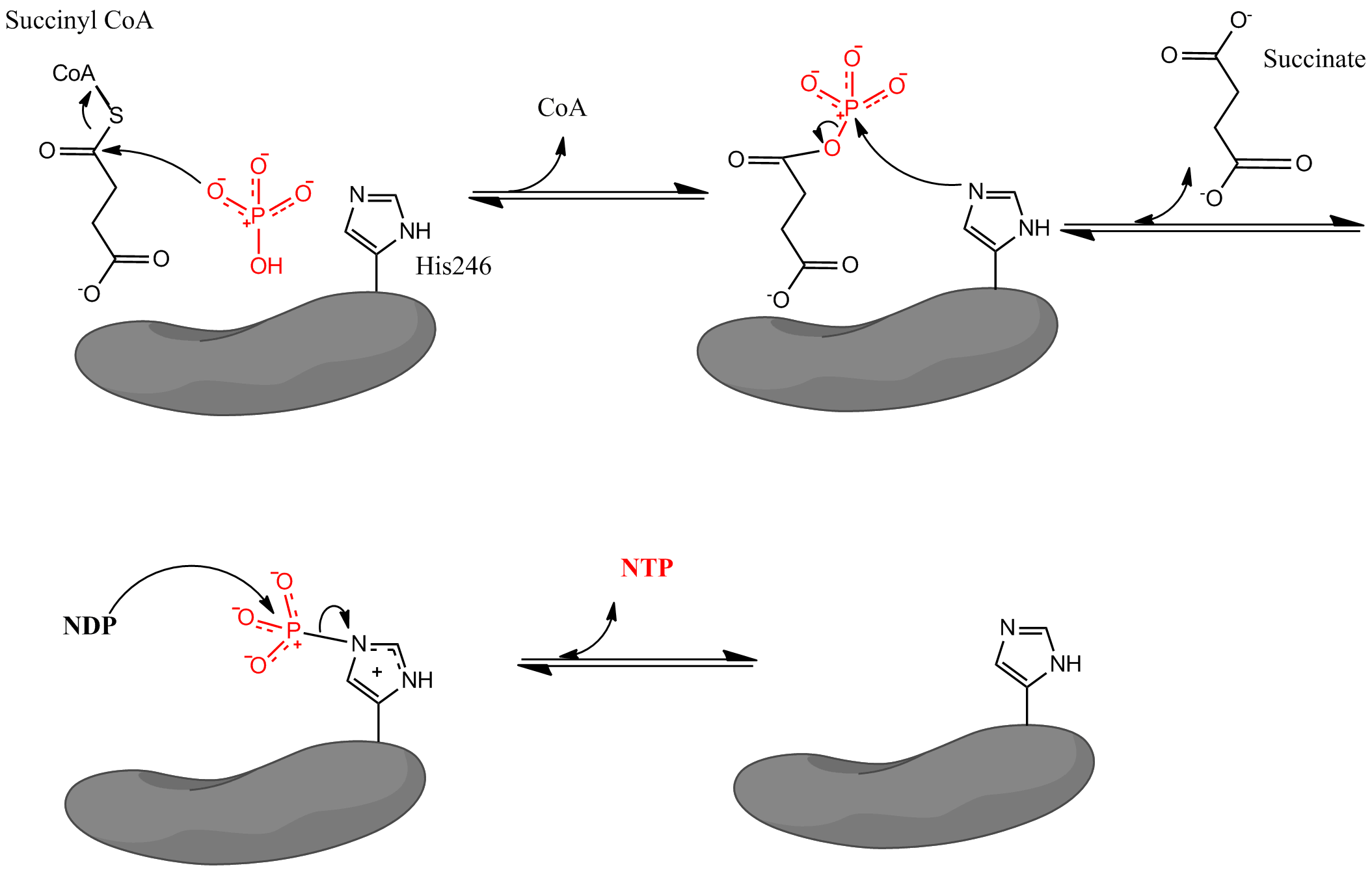
Mecanismo de reacção da succinil-CoA sintetase